# جان سيروتيني
جان سيروتيني (مواليد 19 أكتوبر 1938) هو مبارز بالسيف سويسري، مثّل بلاده في الألعاب الأولمبية الصيفية 1960.

## روابط رياضية
جان سيروتيني على موقع أوليمبيديا (الإنجليزية)